# Gregg Hale
Gregg Hale (Selma, ...) è un produttore cinematografico, regista e scenografo statunitense.
È conosciuto per aver prodotto il film horror The Blair Witch Project - Il mistero della strega di Blair.

## Biografia
È nato a Selma in Alabama ma considera Henderson nel Kentucky la sua casa. Ha frequentato la Western Kentucky University per vari anni prima di arruolarsi nell'esercito americano. Dopo avere lasciato il servito militare si trasferisce a Orlando in Florida dove inizia a frequentare l'istituto cinematografico Valencia Community College e successivamente la University of Central Florida. Dieci anni dopo produce il film horror The Blair Witch Project - Il mistero della strega di Blair. Vive a Portland nell'Oregon con sua moglie e i suoi due figli.

## Filmografia

### Produttore
- Vapor Man (1999)
- The Blair Witch Project - Il mistero della strega di Blair (1999)
- The Meeting (1999)
- FreakyLinks (2000-2001)
- In Search of (2002)
- Say Yes Quickly (2004)
- Altered - Paura dallo spazio profondo (2006)
- Seventh Moon (2008)
- Lovely Molly (2011)
- Exists (2014)

### Scenografo
- FreakyLinks (2000-2001)
- Say Yes Quickly (2004)

### Regista
- The Upstairs Man (1994)
- Split Screen (1997)
- Say Yes Quickly (2004)
- V/H/S/2 (2013)